# Joey Gough
Joey Gough (ur. 30 stycznia 1981) – brytyjska kolarka startująca w konkurencji four-cross i BMX.

## Kariera
Pierwszy sukces w karierze Joey Gough osiągnęła 12 czerwca 2005 roku w austriackim Schladming. W zawodach Pucharu Świata MTB w four-crossie zajęła tam drugie miejsce, za Holenderką Anneke Beerten. Było to jej jedyne podium w sezonie 2005 i w klasyfikacji końcowej zajęła szóste miejsce. W tej samej miejscowości na podium stanęła także 9 września 2006 roku, kiedy zajęła trzecie miejsce. W zawodach tych wyprzedziły ją tylko jej rodaczka Brytyjka Fionn Griffiths oraz Amerykanka Tara Llanes. Z tym jednym podium Gough zajęła siódme miejsce w sezonie 2006. Ostatni raz na podium zawodów PŚ stanęła 4 czerwca 2011 roku w Fort William, gdzie ponownie była druga za Beerten. Sezon 2011 także ukończyła na siódmym miejscu. Gough startuje także w zawodach BMX, jest między innymi mistrzynią świata amatorek z 2012 roku. Nie brała udziału w igrzyskach olimpijskich.